# Rayon de van der Waals
Pour les articles homonymes, voir Van der Waals.
| Élément | Rayon (Å) |
| --- | --------- |
| Hydrogène | 1,20      |
| Carbone | 1,70      |
| Azote | 1,55      |
| Oxygène | 1,52      |
| Fluor | 1,47      |
| Phosphore | 1,80      |
| Soufre | 1,80      |
| Chlore | 1,75      |
| Cuivre | 1,4       |
| Rayons de van der Waals extraits de la série de volumes de Bondi (1964). Des valeurs provenant d'autres sources peuvent différer significativement (voir le texte). |           |

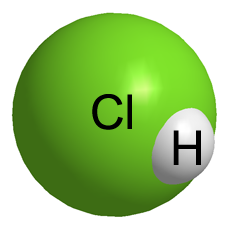
Modélisation d'une molécule d'HCl faite grâce aux rayons de van der Waals.

Le rayon de van der Waals, {\displaystyle r_{\rm {w}}}, d'un atome est le rayon d'une sphère géométrique théorique qui peut être utilisée, dans beaucoup de raisonnements adéquats, pour modéliser l'atome. Son nom vient de Johannes Diderik van der Waals, lauréat du prix Nobel de physique en 1910, pour avoir été le premier à reconnaître que les atomes ont une taille finie (i. e., les atomes ne sont pas de simples points) et pour sa démonstration des conséquences physiques de leurs dimensions à travers l'équation d'état de van der Waals.

## Volume de van der Waals
Le volume de van der Waals, {\displaystyle V_{\rm {w}}}, aussi nommé le volume atomique ou volume moléculaire, est la propriété atomique la plus directement reliée au rayon de van der Waals. Il s'agit du volume occupé par un atome isolé (ou une molécule). Le volume de van der Waals peut être calculé si les rayons de van der Waals (et, dans le cas des molécules, les distances inter-atomiques ainsi que les angles) sont connus. Dans le cas d'un simple atome sphérique, il s'agit du volume d'une sphère dont le rayon est le rayon de van der Waals de l'atome :
{\displaystyle V_{\rm {w}}={4 \over 3}\,\pi \,{r_{\rm {w}}}^{3}}
Dans le cas d'une molécule, il s'agit du volume contenu par la surface de van der Waals. Le volume de van der Waals d'une molécule est toujours inférieur à la somme des volumes de van der Waals des atomes composés : on dit que les atomes « se chevauchent » (ou « se recouvrent ») lorsqu'ils forment des liaisons chimiques.
Le volume de van der Waals d'un atome ou d'une molécule peut aussi être déterminé par des mesures expérimentales sur des gaz, notamment par le biais de la constante de van der Waals {\displaystyle b}, de la polarisabilité {\displaystyle \alpha } ou la réfractivité molaire {\displaystyle A}. Dans chacun de ces trois cas, les mesures sont effectuées sur des exemples à l'échelle macroscopique et il est normal d'exprimer les résultats obtenus en quantités molaires. Pour trouver le volume de van der Waals d'un atome isolé (ou une molécule), il faut diviser ce résultat par la constante d'Avogadro {\displaystyle N_{\rm {A}}}.
Le volume molaire de van der Waals ne doit pas être confondu avec le volume molaire de la substance. En général, dans les conditions normales de température et de pression, les atomes ou molécules d'un gaz n'occupent seulement qu'aux environs de 1/1 000e du volume du gaz, le reste n'étant que de l'espace vide. D'où le volume molaire de van der Waals, qui ne tient compte que du volume occupé par les atomes ou molécules dans un gaz.

## Méthodes de détermination
Les rayons de van der Waals peuvent être déterminés par les propriétés physiques des gaz (il s'agit de la méthode originale), par le point critique, par des mesures d'espacement atomique entre des paires d'atomes non-liés dans les cristaux ou par des mesures de propriétés électriques ou optiques (la polarisabilité et la réfractivité molaire). Ces différentes méthodes donnent des valeurs similaires du rayon de van der Waals (1–2 Å, soit 100–200 pm) mais non-identiques. Une série de valeurs des rayons de van der Waals est obtenue en faisant une moyenne pondérée d'un ensemble de différentes valeurs expérimentales. Cette méthode est la raison pour laquelle la plupart des relevés auront souvent des valeurs différentes du rayon de van der Waals du même atome. En effet, il n'y a pas de raison de présumer que le rayon de van der Waals soit une propriété immuable de l'atome en toutes circonstances : plus exactement, il a tendance à varier  avec  l'environnement chimique donné à l'atome.

### Équation d'état de van der Waals
L'équation d'état de van der Waals est la transformation la plus simple et la plus connue de la loi des gaz parfaits pour estimer le comportement des gaz réels :
{\displaystyle \left(P+a\left({\frac {n}{V}}\right)^{2}\right)\left(V-nb\right)=nRT}
où {\displaystyle n} est la quantité de matière du gaz en question et où {\displaystyle a} et {\displaystyle b} sont des paramètres ajustables :
- {\displaystyle a} est une correction des forces intermoléculaires ;
- {\displaystyle b} corrige les tailles atomiques et moléculaires finies ; la valeur de {\displaystyle b} correspond au volume d'exclusion d'une mole d'atomes ou de molécules.

Leurs valeurs varient suivant les gaz.
L'équation de van der Waals s'interprète aussi à l'échelle macroscopique : les molécules interagissent entre elles. À très courte distance, elles se repoussent fortement ; à plus grande distance, elle s'attirent de moins en moins ; à distance intermédiaire, elle s'attirent légèrement. La loi des gaz parfaits doit être corrigée lorsque forces d'attraction et de répulsion sont considérées. Par exemple, la répulsion mutuelle entre molécules a pour effet d'exclure leurs voisines d'une portion de zone autour d'elles. Ainsi, l'espace total de mouvance devient de moins en moins disponible pour chaque molécule tant que s'exécute ce mouvement aléatoire. Dans l'équation d'état, ce volume d'exclusion ({\displaystyle nb}) doit être retranché du volume du conteneur ({\displaystyle V}), d'où {\displaystyle \left(V-nb\right)}.
L'autre terme introduit dans l'équation van der Waals, {\displaystyle a\left({\frac {n}{V}}\right)^{2}}, démontre une faible force d'attraction parmi les molécules (connue sous le nom de Force de van der Waals), qui croît lorsque {\displaystyle n} croît ou {\displaystyle V} décroît, et les molécules se compriment de plus en plus.
| Gaz | {\displaystyle d}/Å | {\displaystyle b}/cm3mol−1 | {\displaystyle V_{\rm {w}}}/Å3 | {\displaystyle r_{\rm {w}}}/Å |
| --- | ------------------- | -------------------------- | ------------------------------ | ----------------------------- |
| Dihydrogène | 0,74611             | 26,61                      | 37,54                          | 1,91                          |
| Diazote | 1,0975              | 39,13                      | 64,98                          | 2,25                          |
| Dioxygène | 1,208               | 31,83                      | 52,86                          | 2,06                          |
| Dichlore | 1,988               | 56,22                      | 93,36                          | 2,39                          |
| Rayons de van der Waals calculés à partir de la constante de van der Waals de quelques gaz diatomiques. Les valeurs de {\displaystyle d} et {\displaystyle b} proviennent de Weast (1981). |                     |                            |                                |                               |

Le volume de la constante {\displaystyle b} de van der Waals peut être utilisé pour calculer le volume de van der Waals d'un atome ou d'une molécule avec des valeurs expérimentales obtenues sur des gaz.
Pour l'hélium, {\displaystyle b} = 23,7 cm3/mol. L'hélium est un gaz monoatomique et chaque mole d'hélium contient 6,022 × 1023 atomes (selon la constante d'Avogadro, {\displaystyle N_{\rm {A}}}) 
{\displaystyle V_{\rm {w}}={b \over {N_{\rm {A}}}}}.
Par conséquent, le volume de van der Waals d'un atome seul est {\displaystyle V_{\rm {w}}} = 39,36 Å3, ce qui correspond à {\displaystyle r_{\rm {w}}} = 2,11 Å. Cette méthode peut être étendue aux gaz diatomiques en considérant la molécule comme un bâtonnet dont les extrémités seraient des sphères de diamètre égales à {\displaystyle 2r_{\rm {w}}} et dont la distance entre les noyaux serait égale à {\displaystyle d}. La formule algébrique est plus compliquée, mais la relation :
{\displaystyle V_{\rm {w}}={4 \over 3}\pi r_{\rm {w}}^{3}+\pi r_{\rm {w}}^{2}d}
peut être résolue par les méthodes habituelles utilisées pour les fonctions cubiques.

### Mesures cristallographiques
Les molécules d'un cristal moléculaire sont soudées ensemble par les forces de van der Waals plutôt que par les liaisons chimiques. En principe, lorsque deux atomes appartenant chacun à des molécules différentes peuvent approcher un autre atome, le plus petit écart entre eux est donné par la somme de leurs rayons de van der Waals. En examinant un grand nombre de structures de cristaux moléculaires, il est possible de trouver un rayon minimum pour chaque type d'atome tel que d'autres atomes non liés n'empiètent pas sur d'autres atomes proches.
Cette approche a été utilisée en premier par Linus Pauling dans son étude majeure The Nature of the Chemical Bond (La Nature des Liaisons Chimiques). Bondi a aussi mené une étude de ce genre (publiée en 1964), bien qu'il ait aussi considéré d'autres méthodes de détermination du rayon de van der Waals avant d'arriver à ses estimations finales.
Certains des chiffres de Bondi sont donnés dans le tableau en haut de cette page et ces valeurs demeurent encore les plus utilisées pour les rayons de van der Waals des éléments. Rowland et Taylor ont réétudié ces chiffres datant de 1964 en se basant sur des données cristallographiques plus récentes : dans l'ensemble, l'appréciation était juste, bien qu'ils trouvent une valeur de 1,09 Å pour le rayon de van der Waals de l'hydrogène contrairement au 1,20 Å de Bondi.
Un exemple simple de l'utilisation de données cristallographiques (ici, diffraction de neutrons) est de prendre le cas de l'hélium solide, où les atomes sont liés entre eux uniquement par les forces de van der Waals (plutôt que par liaisons covalentes ou liaisons métalliques) et donc, la distance entre les noyaux peut être considérée comme valant deux fois le rayon de van der Waals. La densité de l'hélium solide à 1,1 K et 66 atm est de 0,214(6) g/cm3, correspondant à un volume molaire {\displaystyle {\bar {V}}} = 18,7 × 10−6 m3/mol. Le volume de van der Waals est donné par :
{\displaystyle V_{\rm {w}}={\frac {\pi V_{\rm {m}}}{N_{\rm {A}}{\sqrt {18}}}}}
où le facteur de {\displaystyle {\frac {\pi }{\sqrt {18}}}} provient d'un empilement compact : {\displaystyle V_{\rm {w}}} = 2,30 × 10−29 m3 = 23,0 Å3, correspondant à un rayon de van der Waals {\displaystyle r_{\rm {w}}} de 1,76 Å.

### Réfractivité molaire
La réfractivité molaire {\displaystyle A} d'un gaz est liée à son indice de réfraction {\displaystyle n} par l'équation de Lorentz et Lorenz :
{\displaystyle A={\frac {RT(n^{2}-1)}{3p}}}.
L'indice de réfraction {\displaystyle n} de l'hélium vaut 1,0000350 à 0 °C et 101,325 kPa, ce qui correspond à une réfractivité molaire {\displaystyle A} de 5,23 × 10−7 m3/mol. Divisé par le nombre d'Avogadro, cela donne {\displaystyle V_{\rm {w}}} = 8,685 × 10−31 m3 = 0,868 5 Å3, correspondant à un {\displaystyle r_{\rm {w}}} de 0,59 Å.

### Polarisabilité
La polarisabilité {\displaystyle \alpha } d'un gaz est liée à sa  susceptibilité électrique {\displaystyle \chi _{\rm {e}}} par la relation :
{\displaystyle \alpha ={\epsilon _{0}k_{\rm {B}}T \over p}\chi _{\rm {e}}}
La susceptibilité électrique peut être calculée par le biais d'un relevé de valeurs de la permittivité relative {\displaystyle \varepsilon _{r}} en utilisant la relation {\displaystyle \chi _{\rm {e}}=\varepsilon _{r}-1}. La susceptibilité électrique de l'hélium est {\displaystyle \chi _{\rm {e}}} = 7×10-5 à 0 °C et 101,325 kPa, ce qui correspond à une polarisabilité {\displaystyle \alpha } = 2,307 × 10−41 C m2/V. La polarisabilité est liée au volume de van der Waals par la relation :
{\displaystyle V_{\rm {w}}={1 \over {4\pi \epsilon _{0}}}\alpha }.
Ainsi, le volume de van der Waals de l'hélium est {\displaystyle V_{\rm {w}}} = 2,073 × 10−31 m3 = 0,207 3 Å3 par cette méthode, ce qui correspond à {\displaystyle r_{\rm {w}}} = 0,37 Å.
Lorsque la polarisabilité atomique est mentionnée en unités de volume tel que Å3, comme il est fréquent de le voir, alors elle est égale au volume de van der Waals. Cependant, le terme « polarisabilité atomique » est accepté tant que la polarisabilité est une quantité physique qui soit précisément définissable (et mesurable), alors que « volume de van der Waals » peut avoir n'importe quelle définition selon la méthode de mesure employée.